# Gira Me Verás Volver (álbum)
Gira Me Verás Volver es el último álbum grabado en vivo por Soda Stereo, que reúne los mejores temas tocados por la banda en su gira de reencuentro Me Verás Volver por casi toda América durante el último trimestre de 2007.
La gira Me Verás Volver comenzó en Argentina el 19 de octubre y terminó el 21 de diciembre de 2007, también en Argentina, en el River Plate. Tiene la particularidad de tener un estilo más rockero que otras giras en todas sus canciones. 
También, una edición de 2 DVD fue lanzada el 6 de octubre de 2008, incluyendo un DVD extras con canciones no incluidas en la edición de CD.
Grabado y mezclado por Eduardo Bergallo. Estudio de Mezcla: Revolver (Buenos Aires, Argentina).

## Lista de canciones
Los 2 CD en conjunto contienen 3 canciones de Soda Stereo, 5 de Nada Personal, 5 de Signos, 3 de Doble Vida, 6 de Canción Animal, 4 de Dynamo, 1 de Zona de promesas y 1 de Sueño Stereo, pero en el lanzamiento en DVD del concierto, la canción «Zona de promesas» es reemplazada por «Disco eterno» del álbum Sueño Stereo.
Todos las canciones escritas y compuestas por Gustavo Cerati, excepto donde se indique:
| CD1 |                                                                           |                                                  |          |  |
| N.º | Título                                                                    | Fecha y lugar de grabación                       | Duración |  |
| 1.  | «Juego de Seducción»                                                      | 19 de octubre de 2007, Buenos Aires, Argentina   | 4:19     |  |
| 2.  | «Tele-Ka»                                                                 | 8 de diciembre de 2007, Lima, Perú               | 2:25     |  |
| 3.  | «Imágenes retro»                                                          | 21 de diciembre de 2007, Buenos Aires, Argentina | 4:25     |  |
| 4.  | «Texturas» (Música: Gustavo Cerati, Zeta Bosio y Charly Alberti)          | 3 de noviembre de 2007, Buenos Aires, Argentina  | 4:53     |  |
| 5.  | «Hombre al Agua» (Letra: Gustavo Cerati y Daniel Melero)                  | 3 de noviembre de 2007, Buenos Aires, Argentina  | 6:35     |  |
| 6.  | «En la Ciudad de la Furia»                                                | 21 de diciembre de 2007, Buenos Aires, Argentina | 6:36     |  |
| 7.  | «Pícnic en el 4º B» (Música: Gustavo Cerati, Zeta Bosio y Charly Alberti) | 24 de noviembre de 2007, Bogotá, Colombia        | 4:21     |  |
| 8.  | «Zoom»                                                                    | 3 de noviembre de 2007, Buenos Aires, Argentina  | 3:18     |  |
| 9.  | «Cuando Pase el Temblor»                                                  | 8 de diciembre de 2007, Lima, Perú               | 4:39     |  |
| 10. | «Final Caja Negra» (Música: Gustavo Cerati, Zeta Bosio y Charly Alberti)  | 21 de diciembre de 2007, Buenos Aires, Argentina | 5:38     |  |
| 11. | «Corazón Delator»                                                         | 21 de diciembre de 2007, Buenos Aires, Argentina | 5:26     |  |
| 12. | «Signos»                                                                  | 19 de octubre de 2007, Buenos Aires, Argentina   | 6:20     |  |
| 13. | «Sobredosis de TV»                                                        | 9 de diciembre de 2007, Lima, Perú               | 5:17     |  |
| 14. | «Danza rota»                                                              | 24 de noviembre de 2007, Bogotá, Colombia        | 3:51     |  |

| CD2 |                                                                          |                                                   |          |  |
| N.º | Título                                                                   | Lugar de grabación                                | Duración |  |
| 1.  | «Persiana Americana» (Música: Gustavo Cerati y Jorge Antonio Daffunchio) | 3 de noviembre de 2007, Buenos Aires, Argentina   | 5:17     |  |
| 2.  | «Fue»                                                                    | 24 de noviembre de 2007, Bogotá, Colombia         | 4:38     |  |
| 3.  | «En Remolinos»                                                           | 2 de noviembre de 2007, Buenos Aires, Argentina   | 431      |  |
| 4.  | «Primavera 0»                                                            | 31 de octubre de 2007, Santiago, Chile            | 3:59     |  |
| 5.  | «No Existes» (Música: Gustavo Cerati y Zeta Bosio)                       | 3 de noviembre de 2007, Buenos Aires, Argentina   | 5:20     |  |
| 6.  | «Sueles Dejarme Solo»                                                    | 21 de diciembre de 2007, Buenos Aires, Argentina  | 4:22     |  |
| 7.  | «(En) el Séptimo Día»                                                    | 21 de diciembre de 2007, Buenos Aires, Argentina  | 4:40     |  |
| 8.  | «Un Millón de Años Luz»                                                  | 16 de noviembre de 2007, Ciudad de México, México | 6:50     |  |
| 9.  | «De Música Ligera» (Música: Gustavo Cerati y Zeta Bosio)                 | 19 de octubre de 2007, Buenos Aires, Argentina    | 3:42     |  |
| 10. | «Zona de Promesas»                                                       | 21 de octubre de 2007, Buenos Aires, Argentina    | 3:54     |  |
| 11. | «Cae el Sol» (Música: Daniel Melero)                                     | 3 de noviembre de 2007, Buenos Aires, Argentina   | 4:19     |  |
| 12. | «Prófugos» (Música: Gustavo Cerati y Charly Alberti)                     | 19 de octubre de 2007, Buenos Aires, Argentina    | 5:50     |  |
| 13. | «Nada Personal»                                                          | 2 de noviembre de 2007, Buenos Aires, Argentina   | 6:13     |  |
| 14. | «Te Hacen Falta Vitaminas» (Letra y música: Gustavo Cerati y Zeta Bosio) | 21 de diciembre de 2007, Buenos Aires, Argentina  | 3:45     |  |

### Fechas

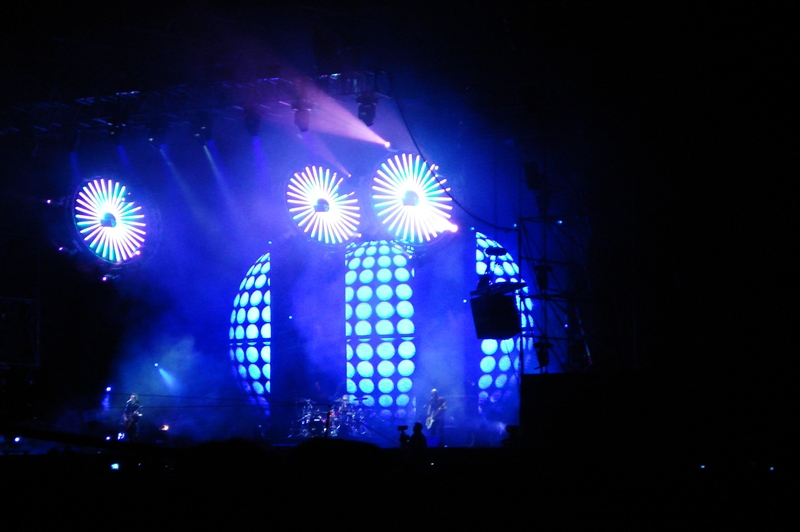
Concierto en el Estadio Nacional de Santiago, Chile, el 24 de octubre de 2007.

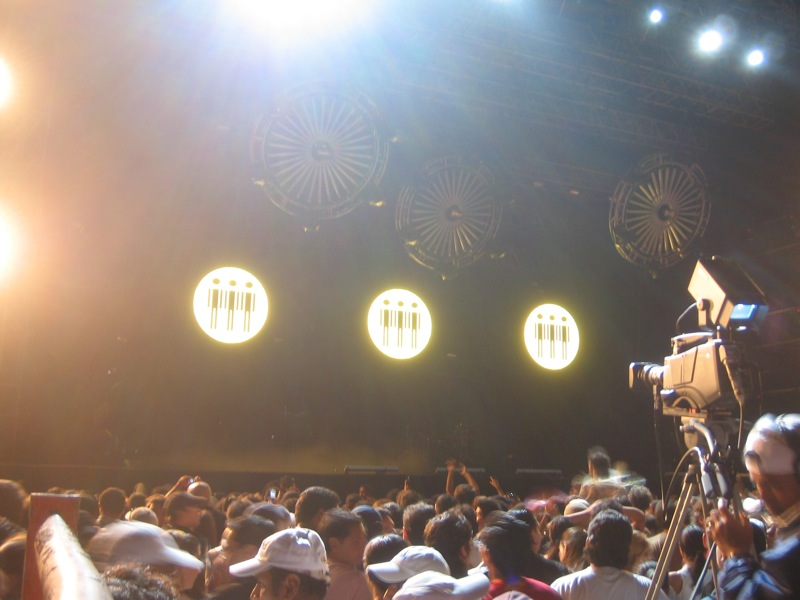
Concierto en el Estadio Modelo Alberto Spencer de Guayaquil, Ecuador, el 27 de octubre de 2007.

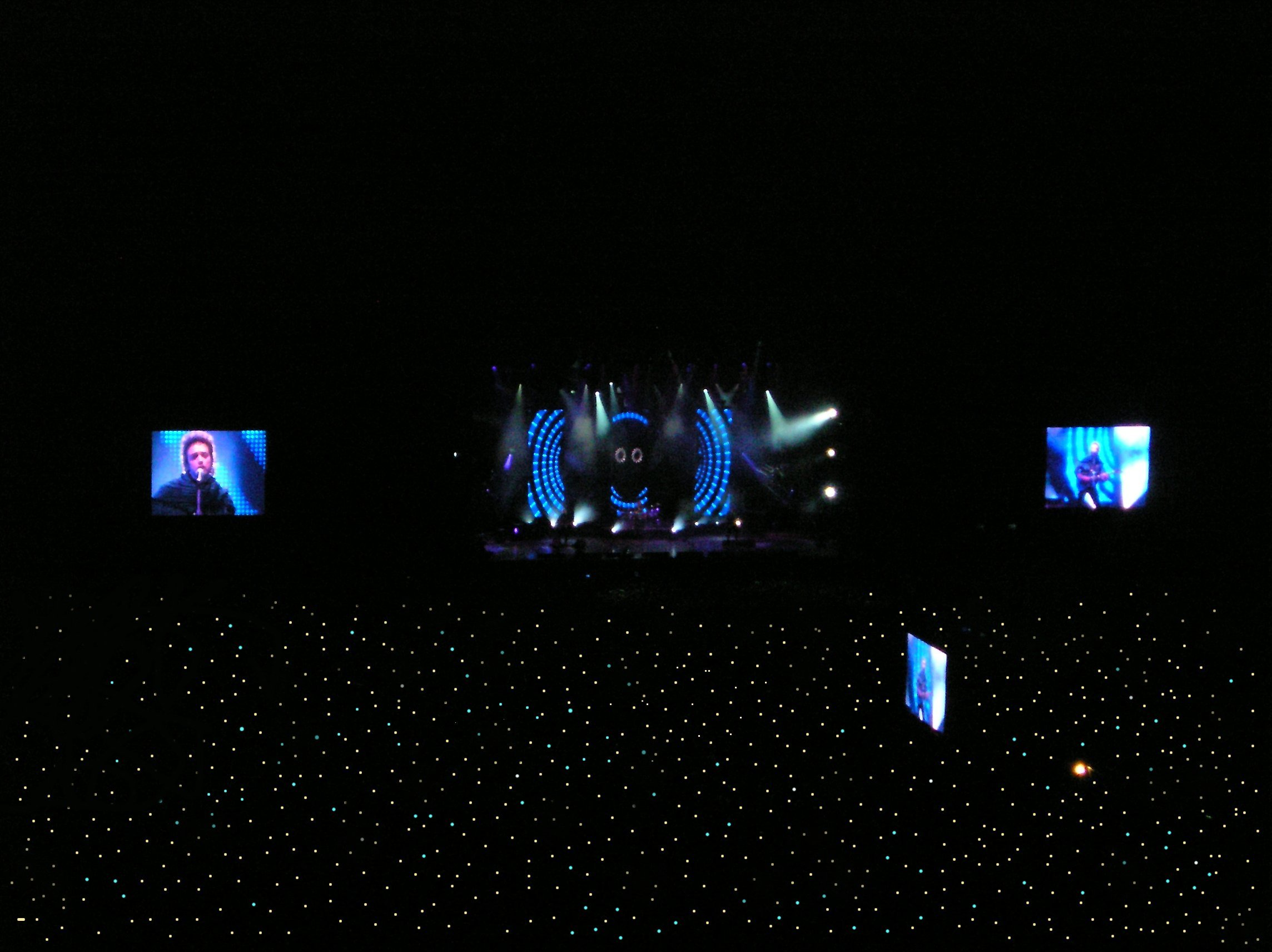
"Luces!". Concierto en el Estadio de River Plate, Buenos Aires, 3 de noviembre de 2007.

Fechas de la gira
| Fecha           | Escenario                          | Ciudad       | País           | Capacidad |
| --------------- | ---------------------------------- | ------------ | -------------- | --------- |
| 19 de octubre   | Estadio River Plate                | Buenos Aires | Argentina      | 73.634    |
| 20 de octubre   | Estadio River Plate                | Buenos Aires | Argentina      | 71.257    |
| 21 de octubre   | Estadio River Plate                | Buenos Aires | Argentina      | 74.121    |
| 24 de octubre   | Estadio Nacional de Chile          | Santiago     | Chile          | 48.539    |
| 27 de octubre   | Estadio Modelo Alberto Spencer     | Guayaquil    | Ecuador        | 43.924    |
| 31 de octubre   | Estadio Nacional de Chile          | Santiago     | Chile          | 51.390    |
| 2 de noviembre  | Estadio River Plate                | Buenos Aires | Argentina      | 66.829    |
| 3 de noviembre  | Estadio River Plate                | Buenos Aires | Argentina      | 70.189    |
| 9 de noviembre  | Estadio Universitario              | Monterrey    | México         | 72.018    |
| 12 de noviembre | Estadio Tres de Marzo              | Guadalajara  | México         | 20.704    |
| 15 de noviembre | Foro Sol                           | México D. F. | México         | 21.257    |
| 16 de noviembre | Foro Sol                           | México D. F. | México         | 24.903    |
| 21 de noviembre | Home Depot Center                  | Los Ángeles  | Estados Unidos | 23.298    |
| 24 de noviembre | Parque Metropolitano Simón Bolívar | Bogotá       | Colombia       | 42.708    |
| 27 de noviembre | Estadio Nacional                   | Panamá       | Panamá         | 31.658    |
| 29 de noviembre | Hipódromo La Rinconada             | Caracas      | Venezuela      | 19.220    |
| 4 de diciembre  | American Airlines Arena            | Miami        | Estados Unidos | 21.680    |
| 5 de diciembre  | American Airlines Arena            | Miami        | Estados Unidos | 27.400    |
| 8 de diciembre  | Estadio Nacional                   | Lima         | Perú           | 45.175    |
| 9 de diciembre  | Estadio Nacional                   | Lima         | Perú           | 47.508    |
| 15 de diciembre | Estadio Chateau Carreras           | Córdoba      | Argentina      | 62.620    |
| 21 de diciembre | Estadio River Plate                | Buenos Aires | Argentina      | 76.173    |

## Posicionamiento en listas
| Listas (2000)     | Mejor posición |
| ----------------- | -------------- |
| Argentina (CAPIF) | 1              |

## Certificaciones
| País      | Organismo certificador | Certificación | Ventas certificadas | Ref.  |
| --------- | ---------------------- | ------------- | ------------------- | ----- |
| Argentina | CAPIF                  | Platino       | 40 000              | [ 2 ] |